# 喵斯快跑
《喵斯快跑》是一款由PeroPeroGames开发、心动网络发行的音乐节奏游戏。玩家需要按照音乐节奏点击屏幕控制游戏角色打击怪物。2018年6月15日于多个移动平台正式发布，为收费软件。 2019年6月，本作移植到了任天堂Switch、Windows和MacOS。

## 游戏系统

游戏演奏时界面，当累计一定分数后会进入Fever状态的加分时间

游戏被定为带有动作要素的音乐节奏游戏，游戏初始就包含了30首歌曲并会按照玩家等级逐级开放可用，每首歌曲至少有两个相当于容易和中等的难度，部分歌曲有需要完成中等难度并达标后才会解锁高级的难度。
玩家选择歌曲和难度后开始游戏，游戏角色会显示在游戏舞台上奔跑，玩家需要点击屏幕左右或上下部分的控制键位，控制角色按照歌曲音乐节奏来上下打击扑面而来的怪物获得分数、躲避舞台地面的轮锯陷阱、收集生命或分数道具；部分时刻怪物会突然冲近角色，需要快速交错点击控制键位将其击退或连击；击打怪物，即节奏点时，会根据准确程度给予分数或造成角色生命伤害，累计一定打击分数后会进入一段时间的加分时间，击打获得的分数会相应提高。歌曲顺利完成或生命值为零时结束游戏，结算分数和获得游戏全局成就，并获得玩家等级经验值，每首歌曲和难度也有单独的成就。玩家等级升级时会给予一定量的游戏道具。
游戏初期提供了三个游戏角色和随从精灵，每个角色各自也有多个着装，供玩家选择使用。角色、着装、精灵需要收集一定量的游戏道具才能解锁。每种角色、着装、精灵都有不同的游戏效果。。截止到2022年8月23日，角色提供了7个，随从精灵提供了9个。

## 开发历程
游戏的雏形是公司创始人Haqi在广州美术学院时的毕业设计，PeroPeroGame的最初四人都是广州美术学院的不同级同学，众人在毕业之后曾在其他游戏公司工作，由于对工作上那些没有创造力的游戏感到厌倦，从而产生了想自己制作游戏的想法，而且也看准了音乐节奏游戏的小众，更能在大众游戏市场上生存下来。在2016年宣布该游戏并独资开始开发。原计划于2017年圣诞发布，但由于受审批流程影响，被迫推迟发布，开发人员以女装表示道歉。
开发团队参加了很多中国大陆、台湾、日本等地的游戏展览会，得到很多玩家赞赏和推荐。制作团队也邀请玩家对游戏测试，以获得改善意见。
在移动版发售一年后，本作通过Steam平台发布了PC版，并推出了任天堂Switch版。

## 评价
游戏在发布后就取得App Store日本付费软件排行榜的首位。在其他发行平台相应排行也有前十名的成绩。
游戏普遍获得正面的评价，有评论认为本游戏将跑酷游戏和音乐节奏两种要素结合在一起，而且画风可爱，玩法通俗易懂，避免了音乐节奏游戏过于“硬核”，而令普通玩家感觉难以获得成就感、缺乏吸引力的问题。同时又有适当的高难度来保持对硬核玩家的吸引力。游戏音乐也通过和精心挑选的作曲个人或团队合作制作，大多是ACG风格，节奏轻快，起伏明显，对于游戏体验来说起着至关重要的作用，也得到一些游玩的玩家的欣赏与认同。但是，由于本游戏瞄准的群体仅为二次元爱好者，其价值观易与主流音游玩家产生矛盾，因而遭到来自主流玩家的诟病。

## 争议
2023年8月31日，官方在BiliBili上发布公告，声称最新与初音未来联动的曲包将不纳入“计划通”合集（官方推出的大型DLC，声称可以获取所有以及之后的曲包），此举获得的负面评论，购买计划通的玩家认为这是欺诈行为，与之前官方承诺“之后内容永久免费”的承诺相悖，计划通的Steam评价一度降至差评如潮，本体也从特别好评降为褒贬不一。
受舆论影响，官方在次日发表道歉声明，并宣布计划通即将在10月4日停售，还发布了新的付费计划：曲包将分为普通曲包和DLC曲包两种格式，以后普通曲包仍可通过购买“Muse Plus”全部购买，DLC曲包须额外付费，而对于之前拥有计划通的玩家，如果在DLC曲包更新后7天内登录游戏，仍可免费获取。
官方发布声明后，依然有部分玩家不满，认为这只是在测试玩家的底线，于是官方再次发布声明，购买人只需在曲包上架时间登陆游戏即可免费获取曲包，但玩家们认为这是一个文字游戏，依旧反对此次改动。
在所有对计划通的更改均遭到玩家反对后，官方最终在9月6日发布声明，对计划通的一切更改均已取消，拥有计划通的玩家依旧可以自动获取之后不管什么时候发行的所有曲包，无论是否上线。